# ネスト (競走馬)
ネスト（Nest、2019年4月8日 - ）は、アメリカ合衆国の競走馬。主な勝ち鞍は2022年のアッシュランドステークス、コーチングクラブアメリカンオークス、アラバマステークス。

## 戦績

### 2歳(2021年)
9月25日ベルモントパーク競馬場の未勝利戦でデビューし、後続に5馬身差をつけ初勝利を挙げる。続く11月5日のテンプティドステークスでは3着に敗れるも、12月4日のデモワゼルステークス（G2）では中団追走から脚を伸ばすと最後の直線でヴェンティバレンタインとの叩き合いをクビ差で制し重賞初制覇を飾る。

### 3歳(2022年)
2月12日のサンコーストステークスを快勝すると、4月のアッシュランドステークスでは4番手追走からポジションを上げ、3コーナーで先頭に立つと最後はカクテルモーメンツに8馬身1/4差をつけG1初制覇を果たした。迎えた5月6日のケンタッキーオークスでは後方から懸命に追い上げるもシークレットオースの2着に敗れた。続くベルモントステークスでもモードニゴールの2着に惜敗するが、牝馬限定戦に戻ったCCAオークスでは向正面で先頭に躍り出ると直線でシークレットオースに12馬身1/4差をつけG1レース2勝目をマークした。8月20日のアラバマステークスでは道中2番手追走から4コーナーで先頭に立つと後続に4馬身1/4差つけて快勝、G1・3勝目を挙げた。10月9日のG2ベルデイムステークスでは好位追走から4コーナーで先頭に立つと、最後は後続に9馬身3/4差をつけ圧勝する。11月5日のブリーダーズカップ・ディスタフでは後方から懸命に追い上げるもマラサートの4着に敗れるも、この年のエクリプス賞最優秀3歳牝馬のタイトルを受賞した。

### 4歳(2023年)～5歳(2024年)
7月23日のG2シュヴィーステークスで復帰。道中2番手追走から直線で抜け出すと後続に2馬身1/4差をつけ快勝する。8月25日のパーソナルエンスンステークスでは3番手でレースを進めるも逃げ粘るイディオマティックを捕え切れず、また直後に追走していたシークレットオースにも交わされ3着に敗れると、10月8日のスピンスターステークスでは後方追走も直線で伸び切れず4着に終わった。翌2024年はレースに出走せず、同年5月9日に現役を引退することが発表、アンクルモーと交配される予定。

## 血統表
| ネストの血統             | ネストの血統                 | ネストの血統             | （血統表の出典）         | （血統表の出典） |
| 父系                     | ミスタープロスペクター系     | ミスタープロスペクター系 | ミスタープロスペクター系 |                  |
| 父 Curlin 2004           | 父の父Smart Strike 1992      | Mr. Prospector           | Raise a Native           | Raise a Native   |
| 父 Curlin 2004           | 父の父Smart Strike 1992      | Mr. Prospector           | Gold Digger              |                  |
| 父 Curlin 2004           | 父の父Smart Strike 1992      | Classy 'n Smart          | Smarten                  | Smarten          |
| 父 Curlin 2004           | 父の父Smart Strike 1992      | Classy 'n Smart          | No Class                 |                  |
| 父 Curlin 2004           | 父の母Sherriff's Deputy 1994 | Deputy Minister          | Vice Regent              | Vice Regent      |
| 父 Curlin 2004           | 父の母Sherriff's Deputy 1994 | Deputy Minister          | Mint Copy                |                  |
| 父 Curlin 2004           | 父の母Sherriff's Deputy 1994 | Barbarika                | Bates Motel              | Bates Motel      |
| 父 Curlin 2004           | 父の母Sherriff's Deputy 1994 | Barbarika                | War Exchange             |                  |
| 母 Marion Ravenwood 2008 | 母の父A.P. Indy 1989         | Seattle Slew             | Bold Reasoning           | Bold Reasoning   |
| 母 Marion Ravenwood 2008 | 母の父A.P. Indy 1989         | Seattle Slew             | My Charmer               |                  |
| 母 Marion Ravenwood 2008 | 母の父A.P. Indy 1989         | Weekend Surprise         | Secretariat              | Secretariat      |
| 母 Marion Ravenwood 2008 | 母の父A.P. Indy 1989         | Weekend Surprise         | Lassie Dear              |                  |
| 母 Marion Ravenwood 2008 | 母の母Andujar 2001           | Quiet American           | Fappiano                 | Fappiano         |
| 母 Marion Ravenwood 2008 | 母の母Andujar 2001           | Quiet American           | Demure                   |                  |
| 母 Marion Ravenwood 2008 | 母の母Andujar 2001           | Nureyev's Best           | Nureyev                  | Nureyev          |
| 母 Marion Ravenwood 2008 | 母の母Andujar 2001           | Nureyev's Best           | Meadow Blue              |                  |
| 母系(F-No.)              | 4号族(FN:4-d)                | 4号族(FN:4-d)            | 4号族(FN:4-d)            |                  |

- 近親はブードワール#ゲイホステス系を参照。